# WinImp
WinImp è un programma freeware di compressione e archiviazione di dati creato dalla Technelysium Pty Ltd. È l'unica applicazione in grado di creare e modificare gli archivi IMP (file con l'estensione .imp), che sono codificati con un algoritmo di compressione proprietario. WinImp consente di scegliere fra due algoritmi di compressione, dei quali uno è di utilizzo generico, ed il secondo, particolarmente efficiente, è prettamente orientato alla compressione dei documenti di testo.
I produttori mettono inoltre a disposizione sul loro sito il codice sorgente del software Unimp, che una volta compilato consente di estrarre file da archivi IMP.

## Caratteristiche
- Supporto completo per archivi IMP e ZIP, può inoltre estrarre file da archivi ZIP, arj, RAR e TAR, e decomprimere GZIP, Unix Compress e BZIP2 files, e decodificare UUencoded, XXencoded e MIME files.
- Integrazione della versione 3 della DLL UnRAR, richiesta per gestire la versione 3 del formato RAR.
- Visualizzazione cartelle negli archivi con una visualizzazione ad albero simile a quella di Windows Explorer.
- Può creare archivi auto-estraenti e/o divisi in diverse parti (volumi).
- Utilizza funzioni di recovery dei dati che permettono la ricostruzione di archivi danneggiati.